# Tempo di reptilasi
Il tempo di reptilasi (spesso abbreviato cn la sigla RT dall'inglese reptilase time) è un esame effettuato sul sangue per rilevare la deficienza o anomalie nel fibrinogeno, specialmente in casi di contaminazione da eparina.
La reptilasi, un enzima che si trova nel veleno dei serpenti del genere Bothrops ha un'azione simile a quella della trombina. A differenza della trombina, la reptilasi è resistente all'inibizione dell'antitrombina III. Per questa sua caratteristica, il tempo di reptilasi non è influenzato dalla presenza di eparina, irudina o da inibitori diretti della trombina mentre il tempo di trombina in questi campioni risulterebbe aumentato. La reptilasi differisce dalla trombina anche per il fatto che durante la sua dissociazione in fibrinogeno rilascia il fibrinopeptide A ma non il fibropeptide B.
Tra le altre cause che allungano il tempo di reptilasi vi è la presenza di prodotti della degradazione di fibrina che interferiscono con la polimerizzazione della fibrina.